# EDM-трэп
EDM-трэп — жанр, содержащий в себе элементы хип-хопа, рейва и EDM. Возник в начале 2010-х годов на фоне популярности биг-рум-хауса и трэп-музыки. Он сочетает в себе трэп, который является ответвлением южного хип-хопа, с жанрами электронной танцевальной музыкой, такими как билд-ап, дроп и брейкдаун.

## История
В 2012 году стиль электронной танцевальной музыки (EDM) стал включать в себя элементы трэп-музыки, создавая «грязные, агрессивные ритмы [и] тёмные мелодии». Продюсеры электронной музыки, такие как TNGHT, Baauer, RL Grime и Flosstradamus, расширили популярность смешения этих жанров. В EDM-трэп используются элементы техно, даба и электро в сочетании с вокальными сэмплами, а также барабанами драм-машины Roland TR-808, характерными для трэпа.
Во второй половине 2012 года EDM-трэп становился всё более популярными и стал оказывать заметное влияние на американскую сцену электронной танцевальной музыки. Изначально смесь жанров не имела своего названия и просто именовалась как «трэп», что привело к тому, что данный термин использовался как по отношению к хип-хопу, так и к электронной музыке. Чтобы отличать новый жанр от рэп-музыки стал использоваться новый термин «EDM-трэп». Развивающийся жанр испытал влияние дабстепа.
В 2013 году ремикс Филти Фрэнка (также известного как Joji) на трек продюсера Баауэра «Harlem Shake» стало интернет-мемом. Он стал первой трэп-песней, достигшей вершины чарта Billboard Hot 100. Пять продюсеров EDM-трэпа выступили на фестивале Ultra Music в 2013 году, в их числе DJ Craze, Baauer и Flosstradamus.
10 февраля 2013 года All Trap Music выпустил свой дебютный сборник, в который вошли 19 треков от таких исполнителей, как RL Grime, Flosstradamus, Baauer, Bro Safari и 12th Planet. Описанный критиками как первая пластинка в своём роде, она достигла второго места в танцевальном чарте iTunes. Издание Vibe заявило, что это «самый продаваемый в мире EDM-трэп-альбом». В 2013 году DJ Snake и Лил Джон выпустили сингл «Turn Down for What», который стал коммерческим хитом в нескольких странах и получил положительные отзывы от критиков. Rolling Stone назвал песню второй лучшей песней 2014 года.
Трэп также обрёл известность на международном уровне, особенно в Южной Корее. В ноябре 2014 года K-pop дуэт G-Dragon и Тхэян из южнокорейского бой-бэнда Big Bang выпустили сингл «Good Boy», содержащий элементы трэпа и электронной музыки. Сингл набрал 2 миллиона просмотров менее чем за 24 часа и получил положительные отзывы от музыкальных критиков. В июне 2015 года группа Big Bang выпустила песню «Bang, Bang, Bang». Сингл имел коммерческий успех в Южной Корее, вновь вернув EDM-трэп на вершину чарта Gaon Digital Chart.
Трэп начал объединяться с синти-попом и эмо-попом в конце 2010-х годов, когда продюсерская группа из Филадельфии Working on Dying спродюсировала Eternal Atake, третий студийный альбом рэпера Lil Uzi Vert. Брэндон Финесин, один из продюсеров объединения, объединил элементы гиперпопа и EDM с традиционными для трэпа ударными.